# Aire urbaine de Remiremont
L'aire urbaine de Remiremont est une aire urbaine française centrée sur la ville de Remiremont.

## Caractéristiques
D'après la définition qu'en donne l'INSEE, l'aire urbaine de Remiremont est composée de 6 communes, situées dans les Vosges. Ses 22 601 habitants font d'elle la 238e aire urbaine de France.
Six communes de l'aire urbaine sont des pôles urbains.
Le tableau suivant détaille la répartition de l'aire urbaine sur le département (les pourcentages s'entendent en proportion du département) :
| Département | Communes | Communes (%) | Superficie (km²) | Superficie (%) | Population (1999) | Population (%) |
| ----------- | -------- | ------------ | ---------------- | -------------- | ----------------- | -------------- |
| Vosges      | 6        | 1,2          | 137,50           | 2,3            | 22 601            | 5,9            |

L'aire urbaine de Remiremont est rattachée à l'espace urbain Est.

## Communes
Voici la liste des communes françaises de l'aire urbaine de Remiremont :
| Code INSEE | Commune                      | Type        | Département | Superficie (km²) | Population (1999) | Densité (hab./km²) |
| ---------- | ---------------------------- | ----------- | ----------- | ---------------- | ----------------- | ------------------ |
| 88148      | Dommartin-lès-Remiremont     | Pôle urbain | Vosges      | +0021,08         | +0 0001 800,      | +00085,39          |
| 88158      | Éloyes                       | Pôle urbain | Vosges      | +0012,51         | +0 0003 256,      | +00260,27          |
| 88383      | Remiremont                   | Pôle urbain | Vosges      | +0018,           | +0 0008 538,      | +00474,33          |
| 88415      | Saint-Étienne-lès-Remiremont | Pôle urbain | Vosges      | +0033,81         | +0 0004 057,      | +00119,99          |
| 88429      | Saint-Nabord                 | Pôle urbain | Vosges      | +0038,5          | +0 0003 853,      | +00100,08          |
| 88498      | Vecoux                       | Pôle urbain | Vosges      | +0013,6          | +0 0001 097,      | +00080,66          |
|            | Total                        |             |             | +0137,5          | +00022 601,       | +00164,37          |